# Provincia Ankara
Provincia Ankara este o provincie a Turciei cu o suprafață de 25,615 km², este provincia în care se află capitala țării, Ankara.

## Districte
Ankara este divizată în 25 districte (capitala districtului este subliniată): 
- Akyurt
- Altindag
- Ankara
- Ayas
- Bala
- Beypazari
- Çamlıdere
- Çankaya
- Çubuk
- Elmadağ
- Etimesgut
- Evren
- Gölbașı
- Güdül
- Haymana
- Kalecik
- Kazan
- Keçiören
- Kızılcahamam
- Mamak
- Nallıhan
- Polatlı
- Sincan
- Șereflikoçhisar
- Yenimahalle